# Burgy
Burgy is een gemeente in het Franse departement Saône-et-Loire (regio Bourgogne-Franche-Comté) en telt 106 inwoners (2009). De plaats maakt deel uit van het arrondissement Mâcon.

## Geografie
De oppervlakte van Burgy bedraagt 2,9 km², de bevolkingsdichtheid is dus 36,6 inwoners per km².
De onderstaande kaart toont de ligging van Burgy met de belangrijkste infrastructuur en aangrenzende gemeenten.

## Demografie
Onderstaande figuur toont het verloop van het inwonertal (bron: INSEE-tellingen).